# Succinea pennsylvanica
Succinea pennsylvanica är en snäckart som beskrevs av Henry Augustus Pilsbry 1948. Succinea pennsylvanica ingår i släktet Succinea och familjen bärnstenssnäckor. Inga underarter finns listade i Catalogue of Life.